# Eisdorf (Teutschenthal)
Eisdorf ist ein Ortsteil der Ortschaft und Gemeinde Teutschenthal im Saalekreis in Sachsen-Anhalt, Deutschland.

## Geografie
Eisdorf liegt ca. 17 km westlich von Halle (Saale). Durch den Ort fließt der Würdebach.

## Geschichte

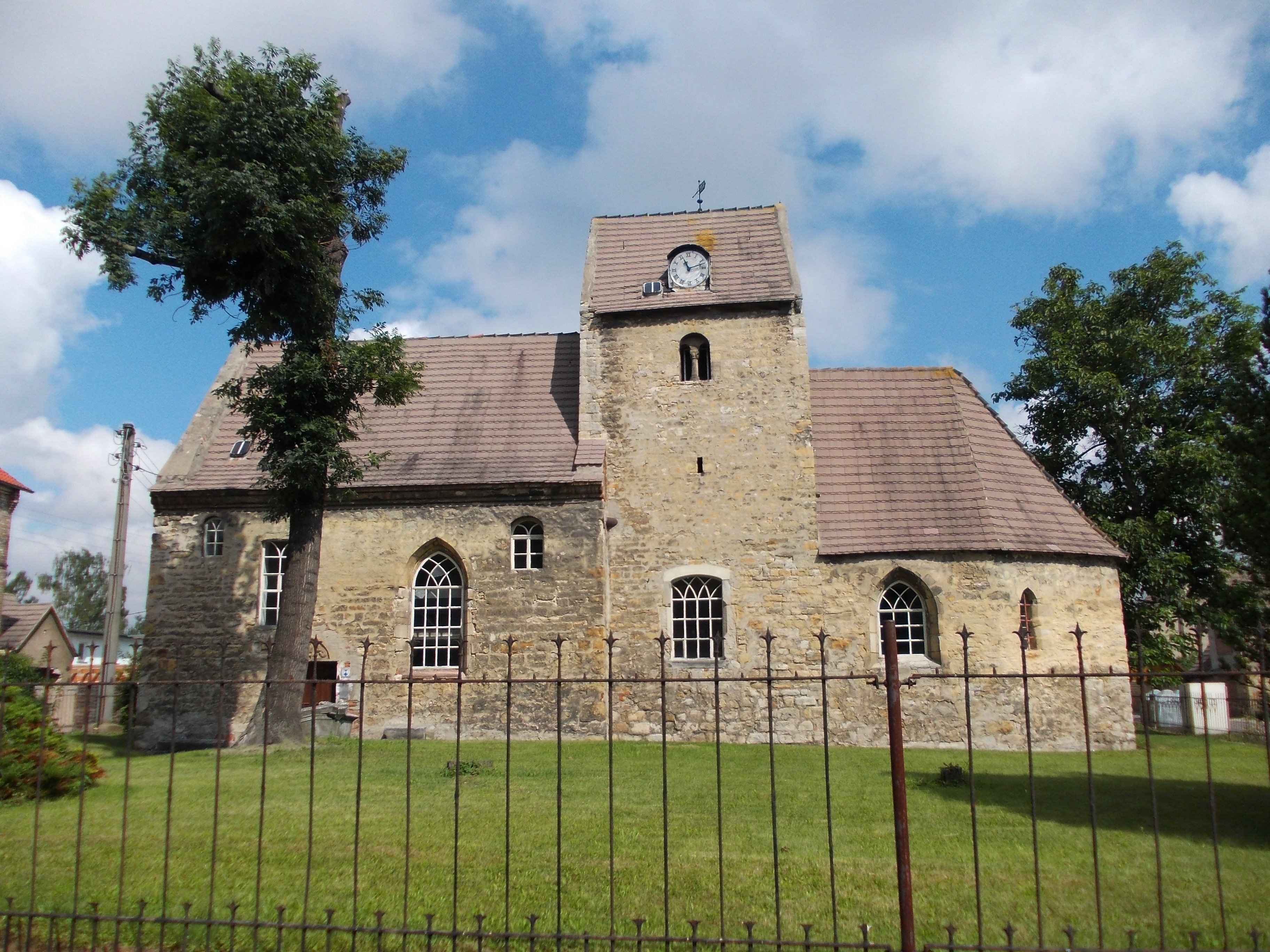
Kirche St. Johannes Eisdorf

In einer Urkunde des Klosters Wimmelburg wurde der Ort Eisdorf 1121 zum ersten Mal urkundlich erwähnt. Eisdorf kam später zum Erzstift Magdeburg und wurde dem Amt Giebichenstein im Saalkreis zugerechnet. 1680 kam Eisdorf mit dem Erzstift Magdeburg als Herzogtum Magdeburg unter brandenburg-preußische Herrschaft. Der zur Herrschaft Schraplau gehörige Teil von Teutschenthal, der 1738/80 preußisch wurde, kam ebenfalls an das preußische Herzogtum Magdeburg, verblieb aber in der Grafschaft Mansfeld preußisch-magdeburgischen Anteils.
Während der französischen Besetzung des Saalkreises (1807 bis 1813) gehörte Eisdorf zum Departement der Saale im Königreich Westphalen. Es war dem Kanton Fienstedt im Distrikt Halle zugeordnet. Bei der politischen Neuordnung nach dem Wiener Kongress 1815 wurde Eisdorf im Jahr 1816 dem Regierungsbezirk Merseburg der preußischen Provinz Sachsen angeschlossen und dem Mansfelder Seekreis zugeordnet.
Am 15. Juni 1950 wurde der Ort dem Saalkreis angegliedert und am 20. Juli 1950 der Gemeinde Teutschenthal zugeordnet. Östlich von Eisdorf lag früher das Vorwerk (Neu-)Vitzenburg (auch: „Neu-Pfitzenburg“). Es gehörte zum Amt Bennstedt im Distrikt Schraplau des preußisch-magdeburgischen Teils der Grafschaft Mansfeld. Seit der französischen Besetzung der Grafschaft Mansfeld und des preußischen Saalkreises im Jahr 1807 teilten Eisdorf und das Vorwerk eine Geschichte.

## Verkehr
Nördlich von Eisdorf verläuft die B80, in Osten des Orts die A143. Mit dem Haltepunkt „Teutschenthal Ost“ (vormals Eisdorf) hat Eisdorf Anschluss an die Bahnstrecke Halle–Hann. Münden.